# Diborure de vanadium
Le diborure de vanadium est une céramique réfractaire de formule chimique VB2. Il présente une structure cristalline de type diborure d'aluminium AlB2 avec un module d'élasticité isostatique de 262 GPa, une dureté Vickers de 27,2 ± 1,5 GPa, une stabilité thermique dans l'air jusqu'à 1 410 K et une faible résistivité (41 μΩ cm à température ambiante).